# Dieter Kalenbach
Dieter Kalenbach, né le 29 août 1937 à Düsseldorf et mort le 1er novembre 2021, est un dessinateur et scénariste de bande dessinée allemand.

## Biographie
Dieter Kalenbach étudie dans un institut artistique de Hambourg avant de s'orienter vers l'illustration et la scénographie. Polyvalent, il effectue de nombreux voyages et s'adonne à des activités diverses. C'est au retour d'un voyage dans les régions arctiques qu'il invente la série Turi et Tolk, mettant en scène un Lapon et un aigle, et publiée à partir de 1973 dans l'hebdomadaire Zack puis dans son supplément Zack-Parade. En France, la série est publiée dans le périodique Super As entre 1979 et 1980.